# Raúl González Rodríguez
Raúl González Rodríguez (China, 29 febbraio 1952) è un ex marciatore messicano, campione olimpico della 50 km ai Giochi di Los Angeles 1984.
Sempre nella stessa edizione vinse anche l'argento nella 20 km.